# Robeilys Peinado
Robeilys Mariley Peinado Méndez [roˈbeɪliːs pei̯ˈnaðo] (* 26. November 1997 in Caracas) ist eine venezolanische Leichtathletin, die sich auf den Stabhochsprung spezialisiert hat und in dieser Disziplin aktuell Inhaberin des Landesrekordes ist. 2017 gewann sie bei den Weltmeisterschaften in London die Bronzemedaille. Zudem siegte sie bei den Südamerikaspielen und Südamerikameisterschaften und zählt damit zu den erfolgreichsten Stabhochspringerinnen Südamerikas.

## Sportliche Laufbahn
Peinado begann im Alter von drei Jahren mit dem Gerätturnen, wechselte jedoch mit zwölf Jahren zum Stabhochsprung. Seit einiger Zeit lebt sie in Polen und trainiert dort beim Verein OSOT Szczecin unter ihrem Trainer Wiaczesław Kalinichenko. Bei den Leichtathletik-Jugendweltmeisterschaften 2013 in Donezk gewann Peinado mit einer Höhe von 4,25 m Gold. Zudem wurde sie bei den Panamerikanischen-Juniorenmeisterschaften in Kolumbien Zweite und siegte bei den Juegos Bolivarianos in Peru. Ein Jahr später holte sie mit 4,10 m hinter der Schweizerin Angelica Moser Silber bei den Olympischen Jugend-Sommerspielen 2014 in Nanjing. Bei den Südamerikaspielen in Chile gewann sie die Silbermedaille und qualifizierte sich für die Juniorenweltmeisterschaften in Eugene, bei denen sie in der Qualifikation ohne eine gültige Höhe ausschied. Bei den südamerikanischen U23-Meisterschaften siegte sie mit 3,90 m, wurde Dritte bei den Zentralamerika- und Karibikspielen in Mexiko und gewann bei den U18-Südamerikameisterschaften erneut die Goldmedaille.
2015 nahm Peinado im Alter von 17 Jahren an den Panamerikanischen Spielen 2015 in Toronto teil und erreichte hier mit 4,40 m Platz sechs. Zudem gewann sie bei den Südamerikameisterschaften die Goldmedaille mit übersprungenen 4,35 m. Sie siegte auch bei den südamerikanischen Juniorenmeisterschaften und bei den Panamerikanischen-Juniorenmeisterschaften im kanadischen Edmonton. Mit diesen Leistungen qualifizierte sie sich für die Weltmeisterschaften in Peking, bei denen sie mit übersprungenen 4,30 m in der Qualifikation ausschied. 2016 gewann sie bei den U20-Weltmeisterschaften im polnischen Bydgoszcz die Silbermedaille hinter Angelica Moser.
2017 gewann die als Favoritin gehandelte Peinado die Goldmedaille bei den Südamerikameisterschaften in Asunción und übersprang dort 4,50 m. Damit sicherte sie sich einen Startplatz bei den Weltmeisterschaften. Kurz zuvor hatte sie mit einem neuen Landesrekord von 4,65 m, aufgestellt beim Diamond League Meeting in Stockholm, die erforderte Norm auch erreicht. Im August startete sie bei den Leichtathletik-Weltmeisterschaften 2017 in London und konnte sich hier für das Finale qualifizieren. In diesem gewann sie mit einer Höhe von 4,65 m gemeinsam mit Yarisley Silva hinter Ekaterini Stefanidi und Sandi Morris die Bronzemedaille. Im November gewann sie bei den Juegos Bolivarianos in Santa Marta mit 4,20 m die Goldmedaille. Im Jahr darauf siegte sie bei den Südamerikaspielen in Cochabamba mit neuem Landesrekord von 4,70 m und anschließend gewann sie bei den Zentralamerika- und Karibikspielen in Barranquilla mit 4,50 m die Silbermedaille hinter der Kubanerin Yarisley Silva. 2019 siegte sie mit 4,56 m zum dritten Mal bei den Südamerikameisterschaften in Lima und wurde dann bei der Golden Gala in Rom mit 4,66 m Zweite. Anschließend erreichte sie bei den Panamerikanischen Spielen in Lima mit 4,55 m Rang vier und klassierte sich im Herbst bei den Weltmeisterschaften in Doha mit 4,70 m im Finale auf dem siebten Platz. 2021 siegte sie mit 4,55 m beim Sollentuna GP und anschließend mit 4,61 m bei Spitzen Leichtathletik Luzern. Anfang August gelangte sie bei den Olympischen Sommerspielen in Tokio bis ins Finale und belegte dort mit 4,50 m den geteilten achten Platz.
2022 verteidigte sie bei den Südamerikaspielen in Asunción mit 4,20 m ihren Titel. Im Jahr darauf siegte sie mit 4,60 m bei den Zentralamerika- und Karibikspielen in San Salvador und gewann anschließend bei den Südamerikameisterschaften in São Paulo mit 4,50 m die Silbermedaille hinter der Brasilianerin Juliana Campos. Daraufhin belegte sie bei den Weltmeisterschaften in Budapest mit 4,50 m im Finale den achten Platz. Im November gewann sie bei den Panamerikanischen Spielen in Santiago de Chile mit 4,55 m die Silbermedaille hinter der US-Amerikanerin Bridget Williams. 2024 siegte sie mit 4,50 m bei den Ibero-Amerikanischen Meisterschaften in Cuiabá. Anschließend wurde sie beim Prefontaine Classic mit 4,53 m Dritte und im August gelangte sie bei den Olympischen Sommerspielen in Paris mit 4,60 m im Finale auf Rang zehn.
In den Jahren 2013, 2023 und 2042 wurde Peinado venezolanische Meisterin im Stabhochsprung.